# Warrior (Alabama)
Warrior è un comune degli Stati Uniti d'America situato nelle contee di Jefferson, Blount dello Stato dell'Alabama.